# Charles Edward Stuart, Graf Roehenstart
Charles Edward Augustus Maximilian Stuart, Baron Korff, Graf Roehenstart (*  vermutlich im Mai 1784 in Paris, Frankreich; † 28. Oktober 1854 in Dunkeld, Schottland) war der leibliche Sohn von Ferdinand Maximilien Mériadec de Rohan-Guéméné (1738–1813), römisch-katholischem Erzbischof von Cambrai, mit seiner Mätresse Charlotte Stuart, ihrerseits die leibliche Tochter von Prinz Charles Edward Stuart, dem „Young Pretender“, bekannt als Bonnie Prince Charlie. Charlotte wurde nach der Geburt ihrer Kinder legitimiert, und Roehenstart war später ein passiver jakobitischer Anwärter auf den britischen Thron.
Der Name „Roehenstart“, der ihm im Kindesalter gegeben wurde, kombinierte die Familiennamen seiner beiden Eltern, Rohan und Stuart, ohne jedoch deren Identität bekannt zu geben, was damals Anlass für einen Skandal gegeben hätte.
Obwohl er sich als Oberstleutnant aus dem Militärdienst zurückzog, wird er manchmal „General“ Charles Edward Stuart genannt; dieser Titel erscheint auch auf seinem Grabstein in Dunkeld.

## Biografie
Roehenstart wurde am 13. Mai 1784 in der Pfarrkirche Saint-Merry in der Rue Saint-Martin in Paris im römisch-katholischen Glauben getauft und als Sohn von Maximilian Roehenstart und Clementine Ruthven eingetragen. Er wurde nach seinem Großvater Charles Edward genannt. Die Briefe von Roehenstarts Mutter an ihre eigene Mutter, Clementina Walkinshaw, belegen, dass er eines ihrer drei Kinder war, zwei Töchter und ein Sohn, die alle von Ferdinand de Rohan gezeugt wurden. Die Töchter waren Victoire Adélaïde („Aglae“), die am 19. Juni 1779 im Château de Couzières getauft wurde, und Charlotte Maximilienne Amélie, geboren im Sommer 1780. Die Schwangerschaft mit Roehenstart verzögerte Charlottes Pläne, zu ihrem Vater nach Florenz zu ziehen, da er nichts von den drei Kindern wissen sollte.
Am 23. März 1783 hatte der kränkliche Prinz Charles Edward Charlotte legitimiert, sie zur „Duchess of Albany“ im jakobitischen Adel ernannt und zur Erbin eines Teils seines Privatbesitzes gemacht, jedoch nicht seines Anspruchs auf den Thron. Sie reiste kurz nach der Geburt von Roehenstart zu ihm, ließ ihre Kinder in der Obhut ihrer eigenen Mutter zurück und übernahm selbst die Verantwortung für die Pflege ihres Vaters bis zu seinem Tod am 31. Januar 1788. Weniger als zwei Jahre später, am 17. November 1789 starb Charlotte selbst in Bologna an Krebs.
Roehenstarts Großmutter Clementina Walkinshaw lebte bis 1802 und ließ sich in ihren späteren Jahren in der Schweiz nieder. Roehenstart wuchs im reformierten Glauben auf. Während der Französischen Revolution finanzierte sein Vater seine Ausbildung in Deutschland. Roehenstart hätte von seiner Großmutter ein beträchtliches Vermögen erhalten sollen, von dem ein Großteil auf Empfehlung von Thomas Coutts in London bei Turnbull, Forbes & Co. investiert worden war, doch das Unternehmen war im August 1802 bankrottgegangen. Der größte Teil seines restlichen Vermögens, einhunderttausend Rubel, wurde bei einem russischen Bankier namens Sofniev angelegt.
Später gab Roehenstart, der den offenbar erfundenen Adelstitel Count Roehenstart verwendete, an, dass er im Jahr 1800 zum Artillerieoffizier der kaiserlich-russischen Armee ernannt und 1803 befördert worden sei. Im Jahr 1806 war er nicht mehr in der Armee, nachdem er sein Amt als Oberstleutnant niedergelegt hatte, und war in den Dienst im Haushalt von Herzog Alexander von Württemberg, dem Gouverneur von Weißruthenien unter Zar Alexander I., getreten. Im Jahr 1811 wurde ihm die Hand einer Erbin, Marianna Hurko, angeboten, aber er machte den Fehler, sich in ihre Schwester Evelina zu verlieben, die jedoch anderweitig versprochen war. Bedauerlicherweise scheiterte ungefähr zur gleichen Zeit Roehenstarts Bankier Sofniev, und Roehenstart wurde mitgeteilt, dass er lediglich etwa fünftausend Rubel zurückerhalten würde.
Zum Leidwesen der Württemberger floh Roehenstart aus Russland und kam im November 1811 in London an. Von dort aus segelte er nach Nordamerika, um John Forbes zu verfolgen, einen Partner von Turnbull, Forbes & Co., von dem Roehenstart glaubte, dass dieser mit Geld, das rechtmäßig Roehenstart gehörte, in die Vereinigten Staaten geflohen war. Roehenstart lebte von 1811 bis 1813 in Philadelphia und blieb bis 1814 in Amerika.
Im Jahr 1816, nach dem Ende der Napoleonischen Kriege, reiste Roehenstart nach Schottland und England, wo er erfolglos den Anspruch der Stuarts auf die Mitgift von Königin Maria Beatrice von Modena, seiner Ururgroßmutter, durchzusetzen versuchte.
Um 1820 heiratete Roehenstart Maria Antonietta Sofia Barberini, die Tochter eines im Exil lebenden angeblichen italienischen Adligen. Sie starb im nächsten Jahr und wurde am 20. Juli 1821 unter dem Namen „Gräfin Roehenstart“ in Marylebone, London, beigesetzt, wobei ihr Todesalter mit dreißig angegeben wurde. Am 13. Dezember 1826 heiratete er in St. Pancras, London, Louisa Constance Bouchier Smith, eine Engländerin mit bescheidenem Vermögen, die Tochter von Joseph Bouchier Smith, einem ehemaligen Gutsherrn von Kidlington in Oxfordshire, der kürzlich verstorben war. Louisa Constance lebte bis zum 20. Oktober 1853 und starb in Paris. Aus beiden Ehen gab es keine Kinder.
Nach seiner zweiten Heirat kehrte Roehenstart nach Kontinentaleuropa zurück und verbrachte einen Großteil der nächsten 25 Jahre auf Reisen, meist ohne seine Frau. Möglicherweise diente er in dieser Zeit in der österreichischen Armee. Im späteren Leben sprach Roehenstart offen über seine königliche Abstammung, prahlte jedoch so sehr mit seiner Herkunft und seinen Abenteuern, dass ihm nur wenige glaubten.
1853 verlor Roehenstart seine Frau und 1854 besuchte er Schottland. Dort wurde er bei einem Verkehrsunfall tödlich verletzt, als er in einer Kutsche unterwegs war, die sich überschlug. Er wurde auf dem Friedhof der Dunkeld Cathedral beigesetzt. Seine Freunde ließen einen bescheidenen Grabstein aufstellen mit der Inschrift „Geheiligt zum Gedenken an General Charles Edward Stuart Graf Roehenstart, der am 28. Oktober 1854 in Dunkeld starb; so vergeht der Ruhm der Welt“ (Sacred to the memory of General Charles Edward Stuart Count Roehenstart who died at Dunkeld on the 28th October 1854 Sic transit gloria mundi).
Im 20. Jahrhundert gelangten Roehenstarts Schriften in die Hände des amerikanischen Gelehrten George Sherburn, der daraus einen umfassenden Bericht über ihn verfasste.